# ルイス・J・ヴァンジル
ルイス.J.ヴァンジル（Louis Jacobus van Zyl、1985年7月20日 - ）は、南アフリカ共和国、ブルームフォンテーン出身の陸上競技選手。400mHを専門としている。ヴァンジルは当時まだユース世代だったのにもかかわらず2002年世界ジュニア陸上選手権に出場し、48秒89の大会新記録（当時）で優勝した。この記録は当時ジュニア歴代6位で、その日は彼の17歳の誕生日の前日であり、48秒89という記録は16歳の年齢別世界最高記録となった。また、この記録はユース規格の400mハードルの世界記録よりも早いタイムである。
その後2004年世界ジュニア陸上選手権にも出場したが、そのときは4位に終わった。そのとき優勝したのはカーロン・クレメントである。翌2005年の世界陸上選手権では6位入賞。2006年にはワールドアスレティックファイナルとワールドカップでともに2位に入っている。アフリカ陸上競技選手権大会では2006年、2008年、2010年に三連覇。
自身初のオリンピックとなる2008年の北京オリンピックでは5位に入賞した。2012年のロンドンオリンピックでは予選敗退に終わった。

## 自己ベスト
- 400m - 44秒86 (2011年3月26日)
- 400mハードル - 47秒66A (2011年2月25日)

## 成績
| 年   | 大会名                             | 会場                         | 成績           | 種目           | その他    |
| ---- | ---------------------------------- | ---------------------------- | -------------- | -------------- | --------- |
| 2001 | 世界ユース選手権                   | ブィドゴシュチュ, ポーランド | 3位            | メドレーリレー | 1分51秒35 |
| 2002 | 世界ジュニア選手権                 | キングストン, ジャマイカ     | 1位            | 400mH          | 48秒89    |
| 2004 | 世界ジュニア選手権                 | グロッセート, イタリア       | 4位            | 400mH          | 49秒06    |
| 2004 | 世界ジュニア選手権                 | グロッセート, イタリア       | 3位            | 4x400mR        | 3分04秒50 |
| 2005 | 世界選手権                         | ヘルシンキ, フィンランド     | 6位            | 400mH          | 48秒54    |
| 2005 | 世界選手権                         | ヘルシンキ, フィンランド     | 13位           | 4x400mR        | 3分04秒64 |
| 2005 | IAAFワールドアスレチックファイナル | モンテカルロ, モナコ         | 3位            | 400mH          | 48秒11    |
| 2006 | 2006年コモンウェルスゲームズ       | メルボルン, オーストラリア   | 1位            | 400mH          | 48秒05    |
| 2006 | 2006年コモンウェルスゲームズ       | メルボルン, オーストラリア   | 2位            | 4x400mR        | 3分01秒84 |
| 2006 | アフリカ選手権                     | アルジェ, アルジェリア       | 1位            | 400mH          | 49秒43    |
| 2006 | IAAFワールドアスレチックファイナル | シュトゥットガルト, ドイツ   | 2位            | 400mH          | 48秒08    |
| 2006 | IAAF陸上ワールドカップ             | アテネ, ギリシャ             | 2位            | 400mH          | 48秒35    |
| 2007 | アフリカ競技大会                   | アルジェ, アルジェリア       | 1位            | 400mH          | 48秒74    |
| 2007 | アフリカ競技大会                   | アルジェ, アルジェリア       | DNF            | 4x400mR        |           |
| 2007 | 世界選手権                         | 大阪, 日本                   | 23位           | 400mH          | 49秒71    |
| 2008 | アフリカ選手権                     | アジスアベバ, エチオピア     | 1位            | 400mH          | 48秒91    |
| 2008 | アフリカ選手権                     | アジスアベバ, エチオピア     | 1位            | 4x400mR        | 3分03秒58 |
| 2008 | 北京オリンピック                   | 北京, 中国                   | 5位            | 400mH          | 48秒32    |
| 2008 | 北京オリンピック                   | 北京, 中国                   | 9位            | 4x400mR        | 3分01秒26 |
| 2009 | 世界選手権                         | ベルリン, ドイツ             | 9位            | 400mH          | 48秒80    |
| 2009 | 世界選手権                         | ベルリン, ドイツ             | 14位           | 4x100mR        | 39秒71    |
| 2010 | アフリカ選手権                     | ナイロビ, ケニヤ             | 1位            | 400mH          | 48秒51    |
| 2010 | 2010年コモンウェルスゲームズ       | デリー, インド               | 2位            | 400mH          | 48秒63    |
| 2010 | IAAFコンチネンタルカップ           | スプリト, クロアチア         | 5位            | 400mH          | 49秒97    |
| 2011 | 世界選手権                         | 大邱広域市, 韓国             | 3位            | 400 m h        | 48秒80    |
| 2011 | 世界選手権                         | 大邱広域市, 韓国             | 2位            | 4x400mR        | 2分59秒87 |
| 2012 | アフリカ選手権                     | ポルトノボ, ベナン           | 3位（1回戦）   | 400mH          | 51秒14    |
| 2012 | ロンドンオリンピック               | ロンドン, イギリス           | 6位（h5 r1/3） | 400mH          | 50秒31    |
| 2012 | ロンドンオリンピック               | ロンドン, イギリス           | 8位            | 4x400mR        | 3分03秒46 |